# 3-й гуркхский стрелковый полк
3-й гуркхский стрелковый полк (англ. 3 Gurkha Rifles, хинди ३ गुरखा राइफल्स) — воинское подразделение армий Британской Индии, а затем независимой Индии. Сформирован в 1815 году, принимал участие во Второй англо-афганской войне, полицейских операциях в Тирахе и Пенджабе, Первой и Второй мировой войне, Первой и Третьей индо-пакистанской войне. В составе полка двое кавалеров Креста Виктории и один кавалер Ашока Чакра.

## Символика и форма
Эмблема полка представляет собой два скрещённых ножа-кукри вогнутой стороной вверх. Над местом перекрещения, между клинками, размещена шестиконечная звезда с заключённой в центре цифрой 3. Над звездой расположена эмблема Индии в виде «Львиной капители» Ашоки.
Девиз подразделения — «Лучше погибнуть, чем жить, как трус». Боевой клич — «Айо горкали!» («Гуркхи здесь!»).
С первых дней существования полк носил зелёную форму. Отличительной особенностью формы 3-го гуркхского были зелёные матерчатые треугольники, нашитые с обеих сторон гуркхского тюрбана. В 1904 году полк стал первым подразделением, участвовавшим в парадном построении в шортах.

## История

### Британская Индия
24 апреля 1815 года в Алморе был сформирован Кумаонский местный батальон. В дальнейшем батальон был преобразован в 18-й Бенгальский полк туземной пехоты, который затем (в 1861 году) получил название 3-го гуркхского (Кумаонского) полка.
В течение первых четырёх десятилетий своего существования батальон, а затем полк нёс службу на непальской границе, а в 1857 году участвовал в штурме Дели в ходе подавления восстания сипаев. В конце 1864 года полк в ходе англо-бутанской войны был брошен на форт Бакса в Бутане и успешно им овладел, вернувшись на постоянные квартиры в Алморе в апреле 1866 года. Первой долгой кампанией с участием 3-го гуркхского полка была вторая англо-афганская война, когда в течение 21 месяца полк вёл боевые действия в районе Кандагара, Кабула и Газни. Полк наилучшим образом проявил себя в сражении при Ахмед-Кхеле, получив первое боевое отличие. В середине 1880-х годов 3-й гуркхский участвовал в подавлении партизанского движения в ходе 3-й англо-бирманской войны, вернувшись в Алмору в мае 1887 года.
В 1887 году в состав полка был введён второй батальон. Новая часть была укомплектована гархвальцами и расквартирована в Лансдауне. В 1889 году 100 солдат нового батальона вместе с таким же количество солдат 1-го батальона были отряжены в разведывательный рейд на границу с Тибетом, где предположительно возводились военные укрепления. Хотя данные о строительстве оказались ложными, бойцы полка вошли в историю, как регулярное воинское подразделение, побывавшее на самой большой высоте (в ходе выполнения задания они преодолели горный перевал на высоте около 5,5 км). Вскоре, однако, на основе 2-го батальона был сформирован 39-й Гархвальский бенгальский пехотный полк (в дальнейшем 39-й Гархвальский стрелковый полк), а в 1891 году 2-й батальон 3-го гуркхского полка был заново создан в Лансдауне. В 1897 году оба батальона 3-го гуркхского принимали участие в пограничных операциях в Пешаваре, Тирахе и Пенджабе, получив три боевых отличия. В 1907 году в знак монаршей признательности полк получил новое название — 3-й собственный королевы Александры гуркхский стрелковый полк.

### Мировые войны
В ходе Первой мировой войны в состав 3-го гуркхского полка были введены два новых батальона, причём 4-й батальон был придан ему в результате бюрократической ошибки: в документах на приписку 1-го резервного батальона в июне 1917 года им был получен новый номер 4/3 вместо 3/4. В итоге 4-й гуркхский полк так и не получил в свой состав третьего батальона, тогда как в составе 3-го их оказалось четыре.
1-й батальон 3-го гуркхского с ноября 1917 года принимал участие в Месопотамской кампании, сначала против турецких войск, а затем при подавлении курдских и арабских восстаний. Батальон вернулся в Кумаон в июне 1921 года. 2-й батальон был вначале переброшен на европейский театр военных действий, где с октября 1914 года участвовал в боях сначала при Ла-Кутюр, а затем при Нев-Шапель. Именно за действия под Нев-Шапель в сентябре 1915 года рядовой Кулбир Тхапа получил первый в истории полка Крест Виктории (позже этой же награды был удостоен рядовой 2-го батальона Каранбахадур Рана). В ноябре батальон был переброшен в Египет и в 1917 году вместе со сформированным там же 3-м батальоном принял участие в Синайско-Палестинской кампании. В 1919 году 2-й батальон возвратился в Бомбей, а 3-й был расформирован в 1920 году в Лансдауне. 4-й батальон принимал ограниченное участие в пограничных операциях на северо-западных границах Британской Индии и был расформирован в 1922 году.
В ходе Второй мировой войны 3-й гуркхский полк принимал участие в боевых действиях в Бирме, Малайе, Индонезии, Ираке, Иране, Палестине, Северной Африке и на Кипре.

### Период независимости
После обретения Индией независимости 3-й гуркхский остался одним из шести гуркхских полков в составе индийской армии. Приняв участие в 1-й и 3-й индо-пакистанской войне, полк заслужил боевые отличия за действия в секторе Ури в 1948 году и в долине реки Шинго (сектор Каргил) в 1971 году. 1-й батальон 3-го гуркхского полка стал в 1971 году первым подразделением армии независимой Индии, осуществившим операцию по высадке морского десанта. За героизм в ходе действий по подавлению сепаратистских выступлений в Нагаленде в 1956 году офицер 3-го гуркхского — подполковник Джаганнатх Читнис — был посмертно удостоен Ашока Чакры — высшей боевой награды Индии, вручаемой в перерывах между войнами.

## Основное стрелковое оружие на вооружении подразделения
Данные приводятся по книге: Sahgal Amrish. Third And Ninth Gorkhas. — New Delhi: Sona Printers, 2003. — ISBN 81-7062-290-5.
- 1815 — ударно-кремнёвый пехотный мушкет «Рыжая Бесс»
- 1866 — гладкоствольный мушкет Энфилда образца 1853 года
- 1873 — винтовка Снайдер-Энфилд калибра .577 Snider образца 1867 года
- 1887/88 — магазинная винтовка Мартини-Генри
- 1902 — магазинная винтовка Ли-Энфилда, модель 1
- 1950 — винтовка Ли-Энфилда, модель 5
- 1963 — самозарядная винтовка 1A1 калибра 7,62 мм
- 1999 — автоматическая винтовка INSAS калибра 5,56 мм